# Eigelb-Agar

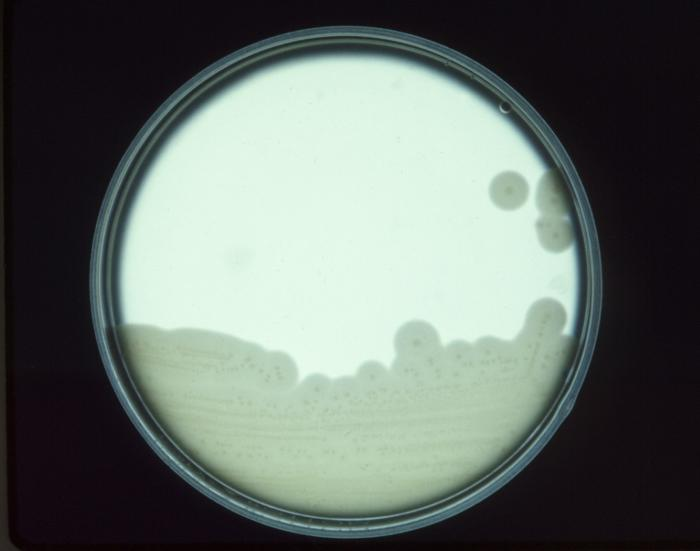
Clostridium perfringens auf AEY-Agar

Der Eigelb-Agar nach McClung und Toabe englisch egg yolk agar (kurz AEY) kann zum präsumtiven Nachweis von Clostridium sporogenes und Spezies der Gruppe Clostridium botulinum sowie Gasbrand-Erreger verwendet werden. Er dient zum Nachweis von Lecithinase, Lipase und Proteolyse. Auf dem Nährmedium wird eine opake Präzipitation sichtbar, die Lecithinaseaktivität anzeigt. Eine irisierende Schicht auf der Oberfläche ist ein Indikator für fettspaltende Lipaseaktivität. Eine Klärung um die Kolonien geht auf die Proteolyseaktivität zurück.